# 国立音楽大学附属小学校
国立音楽大学附属小学校（くにたちおんがくだいがくふぞくしょうがっこう）は、東京都国立市西1丁目にある私立小学校。国立音楽大学の附属学校である。

## 概要
- 運営法人　学校法人国立音楽大学
- 校長　千木良康志

## 沿革
- 1953年 - 国立音楽大学附属小学校設立。「夏の学校」開設
- 1954年 - 北校舎落成
- 1962年 - 「冬の学校」開設
- 1964年 - 北校舎より国立市西1丁目に新校舎落成
- 2006年 - 新校舎落成

## 交通
- JR中央線国立駅南口下車
  - 富士見通りを徒歩13分
  - たましん前バス停より乗車 「音高」下車
- JR南武線矢川駅下車
  - 徒歩13分
  - 矢川駅前バス停より国立駅南口（音高まわり）行乗車「音高」下車

## 著名な出身者
- 小原孝 - ピアニスト・作詞、作曲家
- 大沢友里江 - 女優・タレント
- 大矢アキオ - 自動車評論家・コラムニスト
- 森麻季 - 歌手
- 寺田尚樹 - 建築家
- 星風まどか - 宝塚歌劇団花組トップ娘役。元宙組トップ娘役
- 芽吹幸奈 - 元宝塚歌劇団花組娘役
- 中村虎ノ介 - 歌舞伎俳優
- 内門卓也 - ピアニスト
- 澁江夏奈 - 作曲家、ピアニスト。
- 味岡ちえり - 女優
- 大山桃子 - 元ファッションモデル
- 大野若菜 - ヴィオラニスト
- 菖蒲菜月 - 女優、ジャイロキネシス認定トレーナー
- 鈴木詠翔 - バレエダンサー
- 金子雄 - 元子役
- 木村茜 - 元子役
- 小室圭 - アメリカ・ニューヨーク州の弁護士。眞子元内親王の夫にして秋篠宮文仁親王の女婿かつ悠仁親王の義兄。
- 鈴木ゆうは - タレント、ピアニスト